# Géza (ungersk furste)

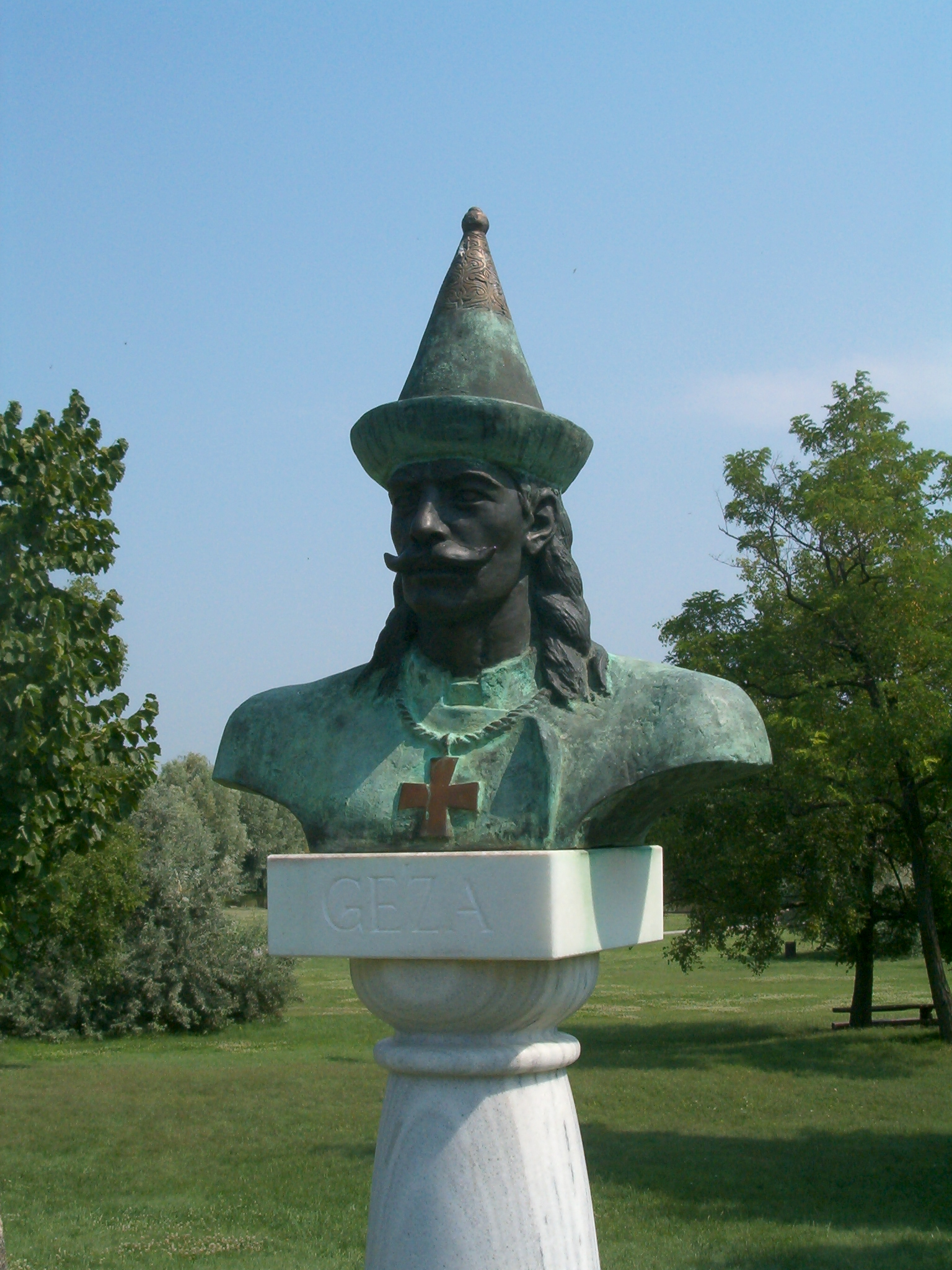
Byst av Géza i Ópusztaszer.

Fursten Géza föddes cirka 949 som son till Taksony och en kumansk prinsessa. Han var tjugo år gammal när han äktade Sarolta, som enligt traditionen var dotter till Gyula, den transsylvanska vajda (ledare av Transsylvanien i det medeltida Ungern). I varje fall var hon dotter till ett stamöverhuvud. Därigenom kunde Sarolta understödja Géza i hans styre, som började ca. 972, när Taksony dog. 
En av Gézas viktigaste handlingar var att han slöt fred med Otto I, tysk-romersk kejsare i Quedlinburg påsken 973. Géza döpte sig och tog namnet Stefan (István), som han gav vidare till sin son, Vajk.
Gézas barn uppfostrades från deras födelse som kristna. Barnen var dels Stefan, som sedermera själv blev ungersk kung, och två döttrar, varav en gifte sig med dogen av Venedig, Peter Orseolo, som blev ungersk kung efter Stefan.
Under Gézas styre kom tyska missionärer till Ungern och började omvända ungrarna till kristendomen. Det var en process, som pågick in i det följande århundradet, till 1061, då den sista hedniska resningen skedde. 
Géza dog den 1 februari 997. Han efterträddes av Stefan, den förste ungerska kungen.